# Touch me
Touch me is het derde studioalbum van The Enid. Het verscheen bij Pye Records, dat langzaamaan failliet dreigde te gaan. Geld voor promotie was er niet. Pye bracht wel enige singles uit, maar The Enid was nou net een albumband. De band was gereduceerd tot een trio, de rest had het afgeschud, want het waren met de punkmuziek moeilijke tijden voor alles wat hield van lange nummers met lange soli en zeker albums zonder slagwerk. Nadat Pye failliet was verklaard was het album enige tijd alleen op muziekcassette te verkrijgen, weer veel later bracht The Enid het zelf op compact disc uit. Meerdere uitgaven, waaronder illegale, zijn van dit album verkrijgbaar.

## Musici
- Robert John Godfrey – toetsinstrumenten
- Stephen Stewart – gitaar en basgitaar
- Francis Lickerish - gitaar

met
- Dave Torey - slagwwerk op Joined
- William Gilmour - toetsinstrumenten op Joined
- Terry Pack - basgitaar op Joined
- Tony Freer - hobo, althobo op Joined

## Muziek
| Nr. | Titel                                                        | Duur  |
| --- | ------------------------------------------------------------ | ----- |
| 1.  | Charades I: Humoresque (Godfrey, Lickerish, William Gilmour) | 6:17  |
| 2.  | Charades II: Cortege (Godfrey,Lickerish,Stewart)             | 5:11  |
| 3.  | Charades III: Elegy (Touch me) (Godfrey)                     | 3:17  |
| 4.  | Charades IV: Gallavant (Godfrey, Lickerish,Gilmour)          | 7:14  |
| 5.  | Albion fair (part one) (Godfrey, Gilmour)                    | 5:30  |
| 6.  | Albion fair (part two) (Godfrey, Gilmour)                    | 11:00 |
| 7.  | Joined by the heart (Godfrey)                                | 14:43 |

Joined by the heart was een EP uitgegeven door de fanclub, het werd hier op de cd bijgeperst; de B-kant met dezelfde titel werd opgenomen in Six pieces.